# Сухарева, Ирина Анатольевна
Ирина Анатольевна Сухарева (род. в г. Сызрань) — советская и российская шашистка, мастер спорта международного класса России по шашкам (г. Электросталь, 1998), 3-х кратная чемпионка России и призёр международных соревнований. Завоевала 5 медалей в 5 программах в командном Чемпионате России за сборную Самарской области.
Играет в русские и международные (100-клеточные) шашки.

## Биография
Ирину с 9 лет тренировал её отец Коломейцев А.И. в школьном кружке по шашкам СОШ № 5 г. Сызрань. В 14 лет, в Ижевске, Ирина выполнила норматив кандидата в мастера спорта. В год окончания школы заняла 4 место в Чемпионате СССР среди женщин и стала в этом турнире чемпионкой СССР в своей возрастной категории.
В 23 года на чемпионате России в г. Пятигорске становится Чемпионкой России и мастером спорта (в этот период Ирина выступает под фамилией Сидоренкова). 
Первое образование — машиностроительный техникум. Начала работу с должности технолога в структуре  «Тяжмаша».
В качестве спортивного тренера прошла путь от специалиста сызранского спорткомплекса «Дельфин» до его директора. С 2009 года работала педагогом дополнительного образования в Центре внешкольной работы посёлка Варламово.
В 2016 окончила Самарский педагогический университет, спортивное отделение. Затем получила образование по специальностям учителя-логопеда, учителя начальных классов, педагога-психолога. С 2019 года является директором детского развивающего клуба «Светофор».
Тренирует своих сыновей, а также помогает им готовиться к турниру как психолог. Её отец, мастер спорта Коломейцев А.И., также помогает внукам готовиться к соревнованиям.

## Семья
- дед Иван Григорьевич Щуркин (род. в п. Хатомля, Куйбышевская область) — механик, участник Великой Отечественной войны, тяжело ранен 12 июля 1943 года в боях под Прохоровкой. Увлекался шашками[1].
- отец Анатолий Иванович Коломейцев — мастер спорта СССР по шашкам, 3-х кратный чемпион России по русским шашкам[7].

Трое сыновей, шашисты:
- Михаил Сидоренков (1988 г.р.) — кандидат в мастера спорта по шашкам, абсолютный чемпион области по русским и стоклеточным шашкам[3].
- Матвей Сухарев (2002 г.р.) — абсолютный чемпион области по стоклеточным шашкам среди младших юношей (2013), чемпион и призёр мира (версия МАРШ) в своей возрастной категории[5][8].
- Данила Сухарев (2006 г.р.) — неоднократно становился чемпионом мира и Европы по русским шашкам в своей возрастной категории, в том числе в 11 лет на XXII Первенстве мира по русским шашкам (версия МАРШ) среди юношей и девушек (г. Сочи, 2017)[3][9]. Играет в блиц ("молниеносная игра", три минуты на партию), в "быстрые шашки" (десять минут на партию) и в классические (45 мин и более на партию).

## Отзывы
Ирину и стиль её игры характеризует 4-х кратный чемпион мира по шашкам:
...это человек, у которого есть точный расчёт и интуиция.Мурад Амриллоев